# George Edward Pelham Box
George Edward Pelham Box (18 de octubre de 1919 – 28 de marzo de 2013) fue un estadístico británico que trabajó en las áreas de control de calidad, análisis de series temporales, diseño de experimentos y la inferencia bayesiana, es considerado como una de las mentes más brillantes de la estadística del siglo XX. Fue autor, junto con George C. Tiao, del celebrado “Bayesian Inference in Statistical Analysis” libro de cabecera de muchos estadísticos.

## Juventud
Box nació en Gravesend (Inglaterra). A la edad de 19 años grito en contra el gobierno británico por no hacer nada para parar a Hitler. Descubrió la estadística por accidente, de hecho él decía que era un "estadístico accidental”; esto se debe a que empezó estudiando química pero antes de finalizar la carrera, en 1939, abandonó sus estudios para alistarse en el ejército británico durante la Segunda Guerra Mundial. Comenzó trabajando como ingeniero, aunque luego fue trasladado a una estación experimental de alto secreto en el sur de Inglaterra donde analizaba los resultados de sus experimentos.

## Carrera
En su primera época se dedicó a la ingeniería industrial, pero al acabar la guerra se trasladó al University College de Londres, para obtener un grado de matemáticas y estadísticas. En 1953 consiguió su doctorado por la Universidad de Londres bajo la supervisión de Egon Pearson.
Desde 1948 a 1956, Box trabajo como asistente para la compañía química Imperial Chemical Industries (ICI). Donde participó en la escritura del libro "Statistical Methods in Research and Production”. Recordaba los siguientes ocho años de trabajo en ICI como los mejores de su vida, trabajando con grupos interdisciplinares de químicos e ingenieros, desarrollando y mejorando complicados procesos de fabricación. Se pasó mucho tiempo hablando con los trabajadores y técnicos con el fin de entender y mejorar los procesos de fabricación y decía que la mejora de un 1% de la producción le proporcionaba a ICI grandes beneficios. En 1953 presentó su tesis doctoral titulada "Departures from independence and homoscedastisity in the analysis of the variance and related statistical analysis". El curso 1953-54 estuvo como profesor visitante invitado en la Universidad de Carolina del Norte en Raleigh, allí conoció a Stuart Hunter, con quien trabajo en métodos de superficie de respuesta. En 1956, John Tuckey le invita a Princeton para que se encargue del Grupo de Investigación en técnicas estadísticas donde trabaja con Stuart Hunter, Geoff Watson, Henry Scheffé y Norman Draper, entre otros. Con semejantes colaboradores realiza una investigación emprendiendo el diseño y construcción de lo que Box denominó el optimizador automático, como resultado de estas investigaciones escribe con Gwilym Jenkins su contribución a las series temporales "Time Series Analysis Forecasting and Control" dando lugar a lo que técnicamente se conoce como “metodología Box-Jenkins”.
En 1960 se traslada a la Universidad de Wisconsin para crear el departamento de Estadística. Allí trabajo con Bill Hunter, George C. Tiao y Sam Wu y se da cuenta de que los estudiantes de “Teoría Estadística avanzada” aprenden una gran cantidad de teoría estadística, pero saben muy poco de cómo usarla. Para subsanar el inconveniente, instituye lo que él llamaba la “Sesión de cerveza del lunes por la noche”, que consistía en una reunión informal de estudiantes graduados y miembros de la universidad que reunía a estadísticos, ingenieros, economistas y médicos, alguno de los cuales exponía un problema durante veinte minutos y entre todos trataban de encontrar una solución. Se retiró como profesor emérito de la Universidad de Wisconsin en 1992. Una contribución suya, también muy importante para el campo de la estadística, tanto teórica como aplicada, es la definición de “robustez” en estadística. En palabras de Box, los criterios estadísticos deberían ser sensibles a cambios en los factores específicos a contrastar e insensibles a cambios de una magnitud que verosímilmente vayan a ocurrir en la práctica como factores extraños. El segundo, de estos dos requerimientos es el que hace al criterio robusto.
Se casó tres veces, su segunda mujer fue Joan G. Fisher, la segunda hija de Ronald Fisher, precisamente ella es la autora de una magnífica biografía titulada "R. A. Fisher: The life of a Scientist". La vida y memorias de Box han sido publicadas por la editorial Wiley en mayo de 2013 bajo el título “An Accidental Statistician: The life and Memories of George E. P. Box.”
Box fue un pionero en áreas de control de calidad, de series temporales y de diseño de experimentos y de inferencia bayesiana. Todo esto lo llevó a cabo manejando la teoría a la vez que las aplicaciones prácticas, en lo que Parzen llamaba trabajar con las dos manos.

## Premios y honores.
Box sirvió como presidente de la American Statistical Association en 1978 y del Institute of Mathematical Statistics en 1979. Recibió la Medalla Shewhart de la American Society for Quality en 1968, el Premio Wilks Memorial de la American Statistical Association en 1972, la R.A Fisher Lectureship en 1974, y la Medalla Guy de Oro de la Royal Statistical Society en 1993. Box fue elegido miembro de la Academia Estadounidense de las Artes y las Ciencias en 1974 y un Fellow de la Royal Society (FRS) en 1985. Su nombre se asocia con resultados en las estadísticas como la Metodología de Box-Jenkins , Transformación Box-Cox, diseños de Box-Behnken y otros. Box escribió que "en esencia , todos los modelos están equivocados, pero algunos son útiles" en su libro sobre la metodología de superficie de respuesta con Norman R. Draper.